# Гочелашвили, Георгий Александрович
Георгий Александрович Гочелашвили (1905 год, Сигнахский уезд, Тифлисская губерния, Российская империя — неизвестно, Грузинская ССР) — председатель колхоза «Ленинис андердзи» Лагодехского района, Грузинская ССР. Герой Социалистического Труда (1949).

## Биография
Родился в 1905 году в крестьянской семье в одном из сельских населённых пунктов Сигнахского уезда. Окончил местную сельскую школу. Во время коллективизации вступил в колхоз «Ленинис андердзи» Лагодехского района. В послевоенные годы избран председателем этого же колхоза.
В 1948 году колхоз сдал государству в среднем с каждого гектара по 28,6 центнера табака сорта «Трапезонд» с площади 12,6 гектаров. Указом Президиума Верховного Совета СССР «О присвоении звания Героя Социалистического Труда передовикам сельского хозяйства Грузинской ССР» от 3 мая 1949 года удостоен звания Героя Социалистического Труда за «получение высоких урожаев кукурузы и табака в 1948 году» с вручением ордена Ленина и золотой медали «Серп и Молот» (№ 3491).
Этим же Указом званием Героя Социалистического Труда были награждены труженики колхоза бригадир Георгий Григорьевич Джибгашвили и звеньевой Захар Георгиевич Сабмашвили.
Колхоз «Ленинис андердзи» соревновался с колхозом «Шрома» Лагодехского района, усадьба которого находилась в селе Шрома Лагодехского района (председатель — Герой Социалистического Труда Эраст Георгиевич Самаргвелиани).
За выдающиеся трудовые показатели по итогам работы колхоза в 1949 году был награждён в 1950 году вторым Орденом Ленина. В этом же году Указом Президиума Верховного Совета СССР от 3 июля званием Героя Социалистического Труда были награждены труженики колхоза «Ленинис андердзи» бригадир колхоза Георгий Иванович Кочламазашвили, звеньевые Геронтий Арсенович Вачадзе, Поре Георгиевич Джибгашвили и Николай Сабаевич Мчедлишвили.
В последующем его преемником стал Герой Социалистического Труда Георгий Виссарионович Натрошвили (удостоен звания в 1948 году, лишён — в 1956 году).
С 1968 года — персональный пенсионер союзного значения. Дата его смерти не установлена.
Награды
- Герой Социалистического Труда
- Орден Ленина — дважды (1949; 03.07.1950)